# Baba (honorífico)
Baba (em persa: : بابا, em urdu:  بابا, em pastó: ; sânscrito, punjabi, bengali, Hindi e Marata: बाबा; pai; avô; velho sábio; senhor,) é um termo honorífico persa utilizado em diversas culturas da Ásia Ocidental e Sul da Ásia. É usado como um sinal de respeito para se referir a santos Sufi.